# Zamora (film)
Zamora è un film del 2023 diretto e interpretato da Neri Marcorè, qui al suo esordio alla regia di un lungometraggio, tratto dall'omonimo romanzo scritto da Roberto Perrone.
Il film è stato presentato in concorso al Bari International Film Festival, in cui ha ottenuto una menzione speciale per la fotografia di Duccio Cimatti.

## Trama
Anni '60. Walter Vismara è un uomo di trent'anni che lavora come contabile in una piccola fabbrica a Vigevano. Quando la ditta per cui lavora chiude senza preavviso, Walter troverà un nuovo posto di lavoro presso un'altra azienda nella movimentata Milano, dove sarà sotto la supervisione del suo capo, il Cavalier Tosetto. Quest'ultimo ha una fissazione per il calcio, e costringe i dipendenti a sfidarsi in una competizione calcistica una volta a settimana, che vede la classica sfida fra scapoli e ammogliati. Walter, che non nutre particolare apprezzamento per il calcio, si schiera fin da subito in porta. Questa sua scelta porta l'ingegner Gusperti a prenderlo di mira, soprannominandolo sarcasticamente "Zamora", in riferimento al celebre portiere spagnolo degli anni '30. Walter è perciò costretto a sopportare le umiliazioni di Gusperti sia in campo sia in ufficio, cosa che lo porterà a chiedere l'aiuto di Giorgio Cavazzoni, una volta talentuoso portiere, a cui chiederà di allenarlo.

## Produzione
Il film, liberamente ispirato al romanzo omonimo di Roberto Perrone, è diretto da Neri Marcoré e scritto dallo stesso regista con Maurizio Careddu, Paola Mammini e Alessandro Rossi. In un'intervista concessa a La Repubblica, Marcoré ha illustrato il significato del film:
Il progetto vede un cast formato, oltre che da Marcoré stesso, anche da Alberto Paradossi e Marta Gastini nei ruoli prinicipali, oltre che Anna Ferraioli Ravel, Giovanni Esposito, Walter Leonardi, con la partecipazione dei comici Giovanni Storti e Giacomo Poretti. In un'intervista concessa a The Hollywood Reporter Roma, Marcoré ha raccontato la scelta del cast del film:
Le riprese del film si sono svolte a ottobre del 2022 per sei settimane tra Milano e Torino.

## Promozione
Il primo trailer ufficiale del film è stato distribuito il 6 marzo 2024.

## Distribuzione
Il film è stato presentato in anteprima al Festival di Villerupt il 1º novembre 2023 e al Bif&est a Bari il 17 marzo 2024, per poi essere distribuito nelle sale italiane il successivo 4 aprile 2024.

## Accoglienza

### Incassi
Il film ha incassato 738737 € con 116715 presenze.

### Critica
Il film è stato accolto con recensioni generalmente favorevoli da parte della critica cinematografica.
Lorenzo Martini di Ciak ha assegnato al film 4 stelle su 5, affermando che la regia di Marcoré «dimostra la maturità di un veterano» con una produzione «girata con cura nell’ambientazione, nei dettagli, nella guida degli attori», trovandolo in definitiva «un debutto di grande qualità». Anche Carola Proto di Comingsoon.it riscontra come il regista sia stato «molto attento alla ricostruzione d'ambiente», definendo le scenografie «deliziosamente retrò», scrivendo che nel complesso il film «nella sua classicità, ha la freschezza e la spontaneità del nuovo».
Martina Barone di The Hollywood Reporter Roma afferma che si tratta di «un film piccolo», impostato «su una struttura classica, dei personaggi classici, un conflitto classico», che risulta essere «un debutto semplice, come semplici sono i migliori schemi di gioco».

## Riconoscimenti
- 2025 – David di Donatello
  - Candidatura al miglior regista esordiente a Neri Marcorè

2024 – Bari International Film Festival
- Menzione speciale alla fotografia a Duccio Cimatti